# مسابقات قهرمانی خودروهای ورزشی ایمسا
مسابقات قهرمانی خودروهای ورزشی ایمسا که در حال حاضر با اسم خلاصه شده ایمسا شناخته می‌شود، یک سری مسابقات آمریکایی واقع در فلوریدا آمریکا است. این مسابقات توسط انجمن بین‌المللی ورزش‌های موتوری سازمان دهی شده است و برگزار می‌شود.
این مسابقات نتیجه ادغام دو سری متفاوت، لمانز آمریکایی و سری مسابقات خودروهای اسپرت رولکس است که از سال ۲۰۱۴ فعالیت رسمی خود را شروع کرده است.
اسم این مسابقات در بدو شروع، قهرمانی آمریکایی خودروهای اسپرت بود اما از سال ۲۰۱۶ با اسم قهرمانی خودروهای ورزشی ایمسا شناخته می‌شود.
کمپانی ساعت‌سازی رولکس در سال‌های ۲۰۱۴ و ۲۰۱۵ در چند مسابقه حامی مالی این مسابقات بود و از سال ۲۰۱۶ به اسپانسر دائمی این مسابقات تبدیل شده است.

## تاریخچه
در پنجم سپتامبر ۲۰۱۲ اعلام شد که در پی ادغام دو کمیته برگزاری مسابقات در آمریکا یعنی «گرند رود ریسینگ و انجمن بین‌المللی ورزش‌های موتوری مستقر در برازلتون هر دو سری مسابقات رولکس و لمانز آمریکایی منحل و مسابقات جدیدی با اسم قهرمانی خودروهای ورزشی ایمسا شروع به کار خواهد کرد.
در ۲۰ نوامبر ۲۰۱۲ کمیته ادغام اعلام کرد که کمپانی ای ام ای برندینگ برای توسعه نام، لوگو و هویت سری جدید این مسابقات انتخاب شده است.

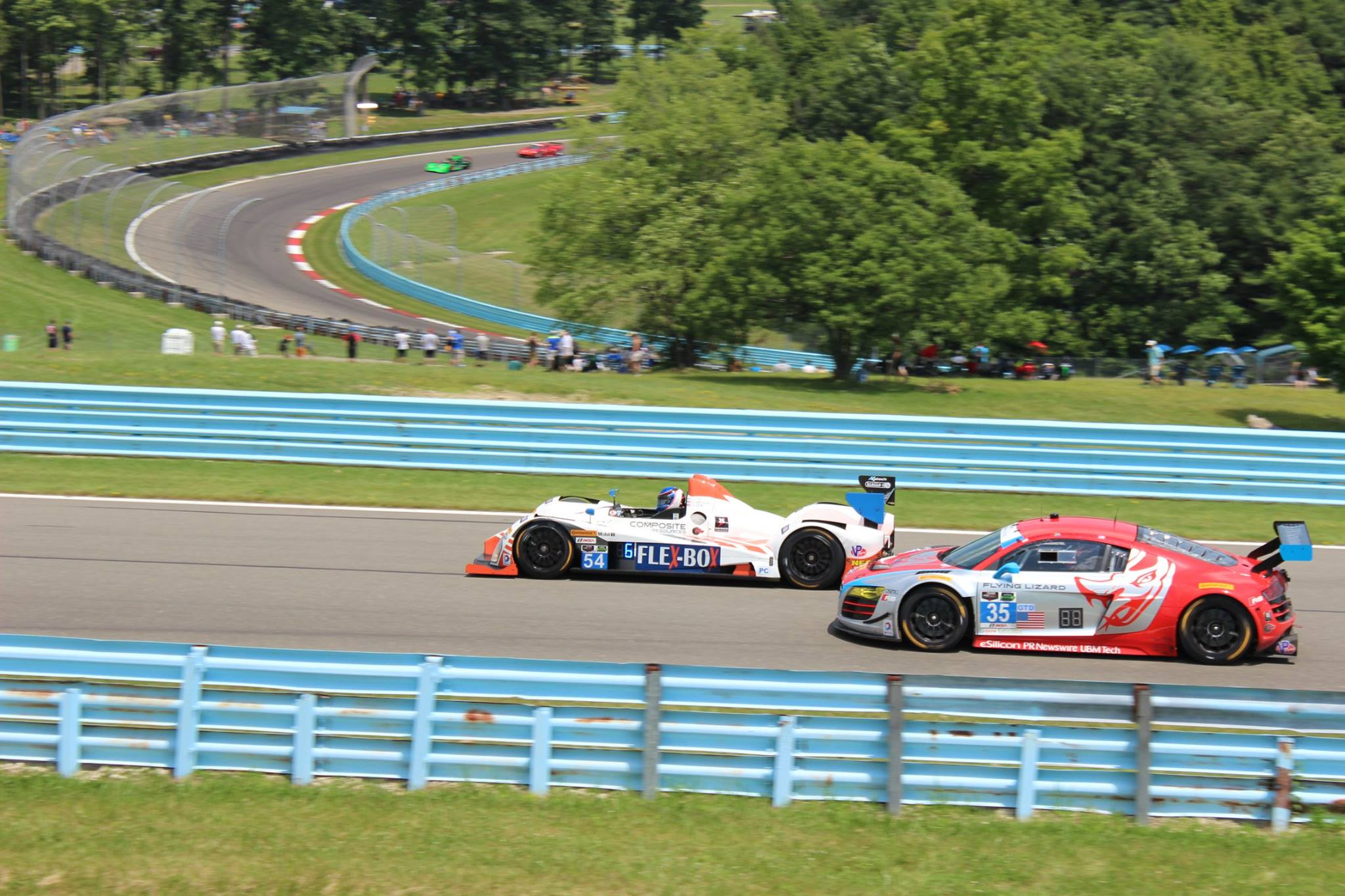
۶ ساعت واتکینز گلن در اولین فصل مسابقات، ۲۰۱۴

## کلاس بندی مسابقات

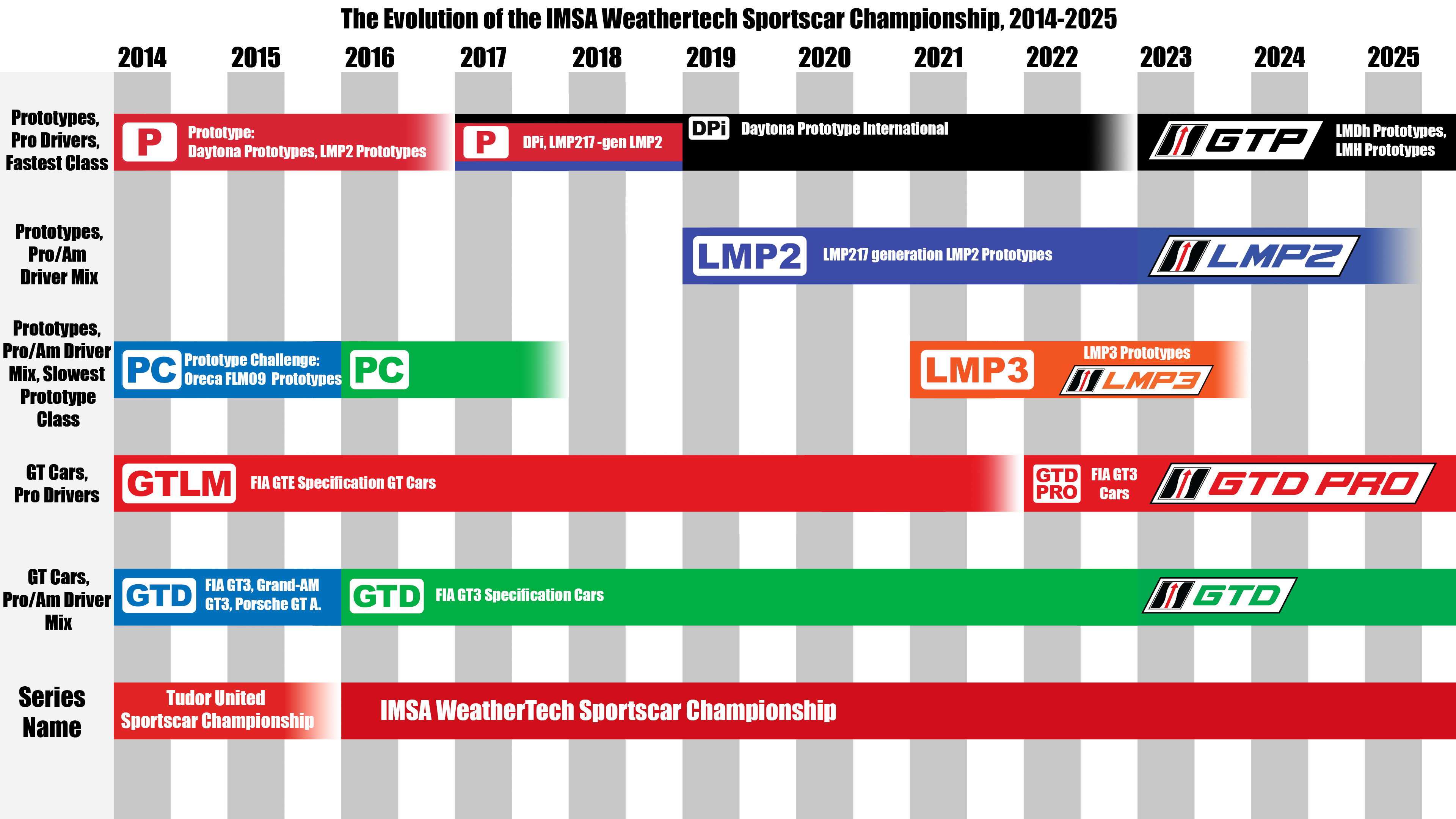
کلاس مسابقات از سال ۲۰۱۵–۲۰۲۵.

چهار کلاس مختلف در مسابقات ایمسا وجود دارد که در دو دسته گرند تورینگ و اسپورت پروتوتایپ خلاصه می‌شود.
در بعضی از مسابقلت اسپرینت ممکن است تنها از دو یا سه کلاس استفاده شود برای مثال در مسابقه ۲۴ ساعته دیتونا تمامی چهار کلاس حضور دارند اما در مسابقه لانگ بیچ تنها دو کلاس جی تی دی و جی تی دی پرو شرکت می‌کنند.

### کلاس‌های اسپورت پروتوتایپ

#### گرند تورینگ پروتوتایپ (جی تی پی)

لوگو رسمی کلاس گرند تورینگ پروتوتایپ در مسابقات ایمسا

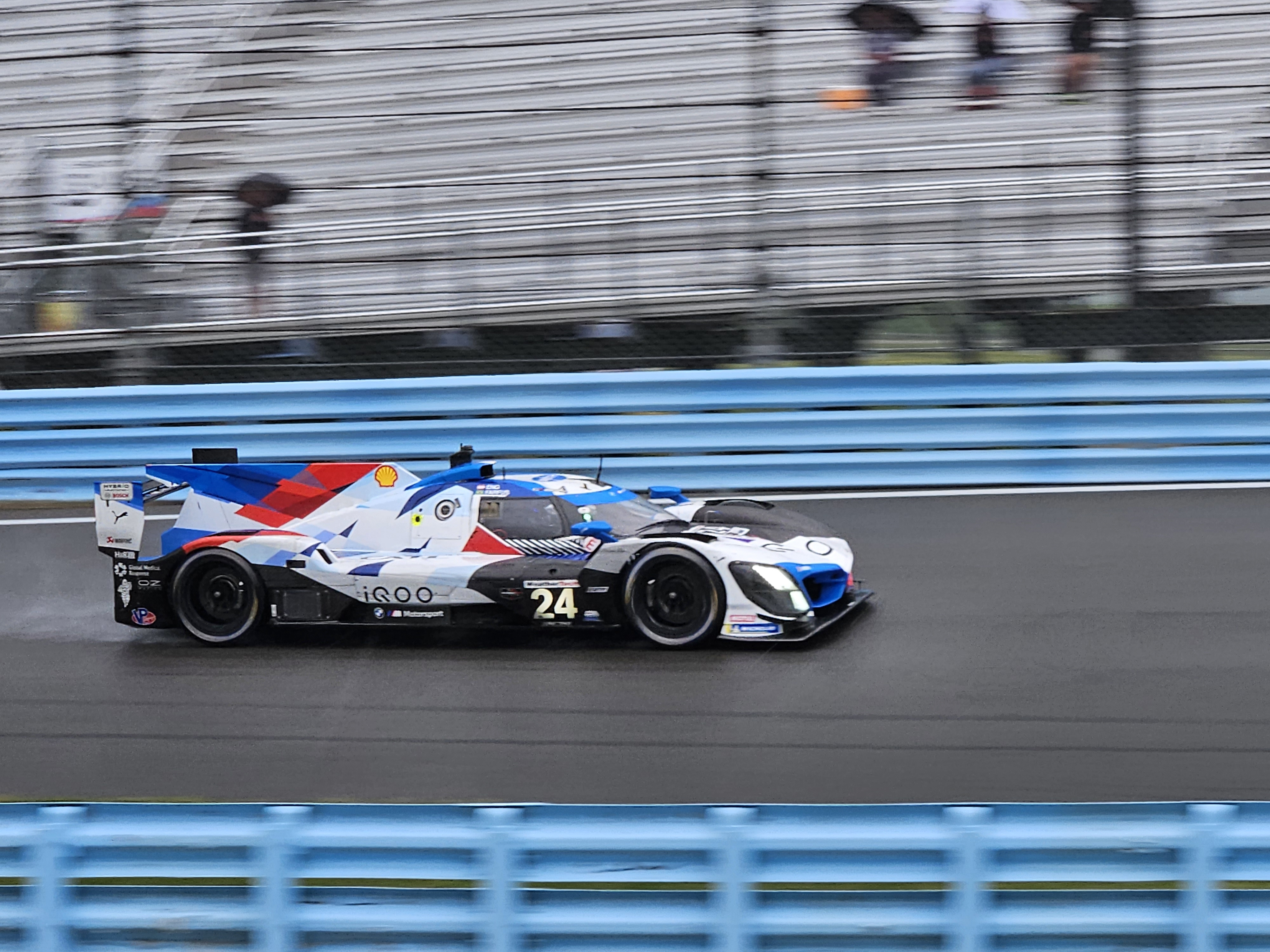
هایپر کار بی‌ام‌و کلاس جی‌تی‌پی در مسابقه شش ساعت گلن

کلاس پرچم دار و اصلی مسابقات ایمسا که با نام جی تی پی شناخته می‌شود از سال ۲۰۲۳ جایگزین کلاس دی پی آی (دیتونا پروتوتایپ اینترنشنال) شده است.
این خودروها شامل خودروهایی می‌شود که بر اساس قوانین کلاس لمانز دیتونا هایپرکار و لمانز هایپرکار مسابقات جهانی استقامتی ساخته شده است.

#### لمانز پروتوتایپ ۲ (ال ام پی ۲)

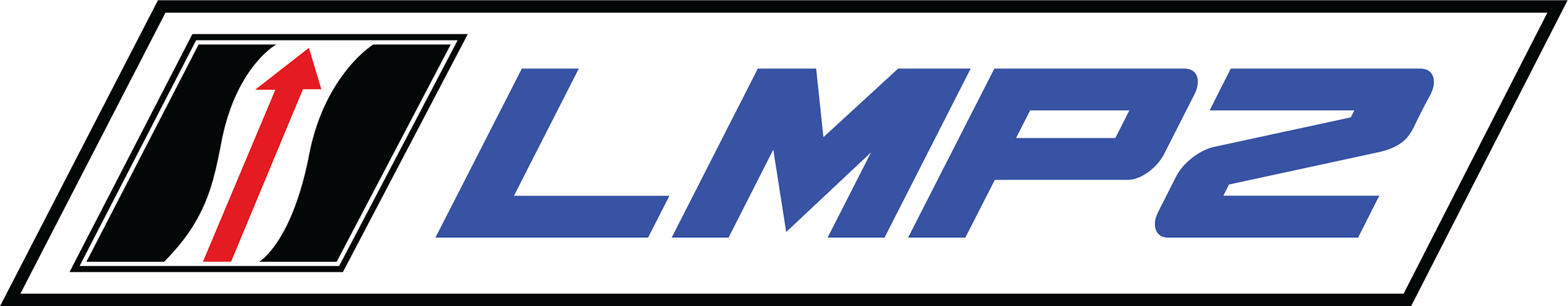
لوگو کلاس لمانز پروتوتایپ ۲ در مسابقات ایمسا

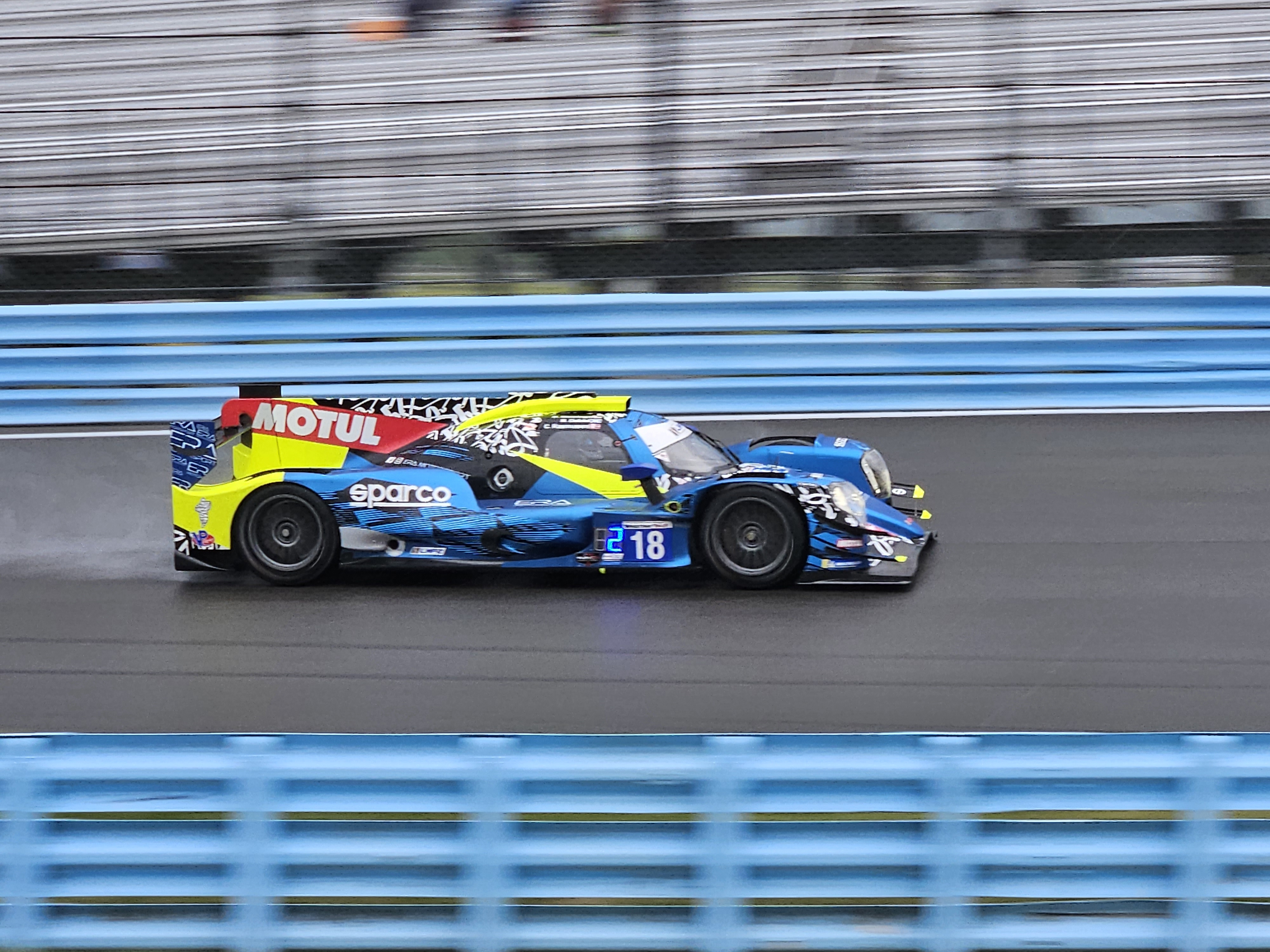
اورکا ۰۷ خودرویی در کلاس ال‌ام‌پی۲ در مسابقه شش ساعت گلن

کلاس لمانز پروتوتایپ ۲ از سال ۲۰۱۹ پس از جدا شدن کلاس قبلی مسابقات ایمسا به این سری مسابقات راه پیدا کرد، این کلاس در دو دسته مختلف حرفه ای (پرو) و آماتور در مسابقات شرکت می‌کنند.
این خودروها توسط باشگاه اتومبیلرانی غرب ساخته و تأیید شده‌اند.
تمامی قوانین و قدرت حداقلی خودروهای این کلاس برای تمامی تیم یکسان است.
شاسی این خودرو توسط دلارا و اورکا ساخته می‌شود.

### کلاس‌های گرند تورینگ

#### جی تی دیتونا پرو (جی تی دی پرو)

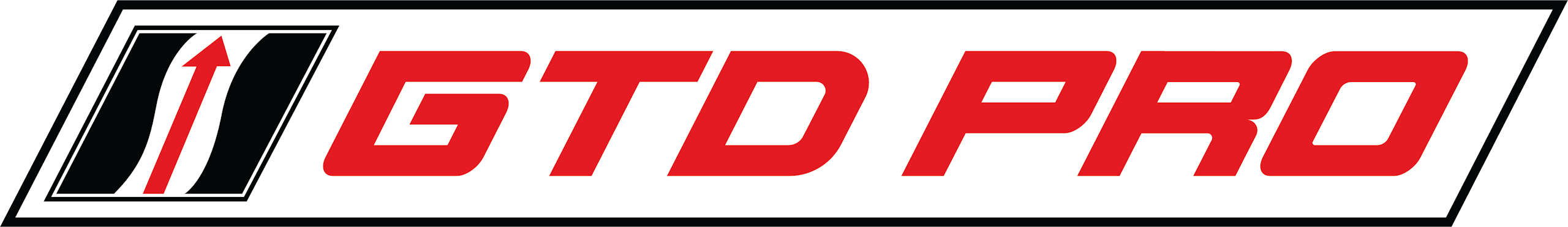
لوگو کلاس جی تی دیتونا پرو

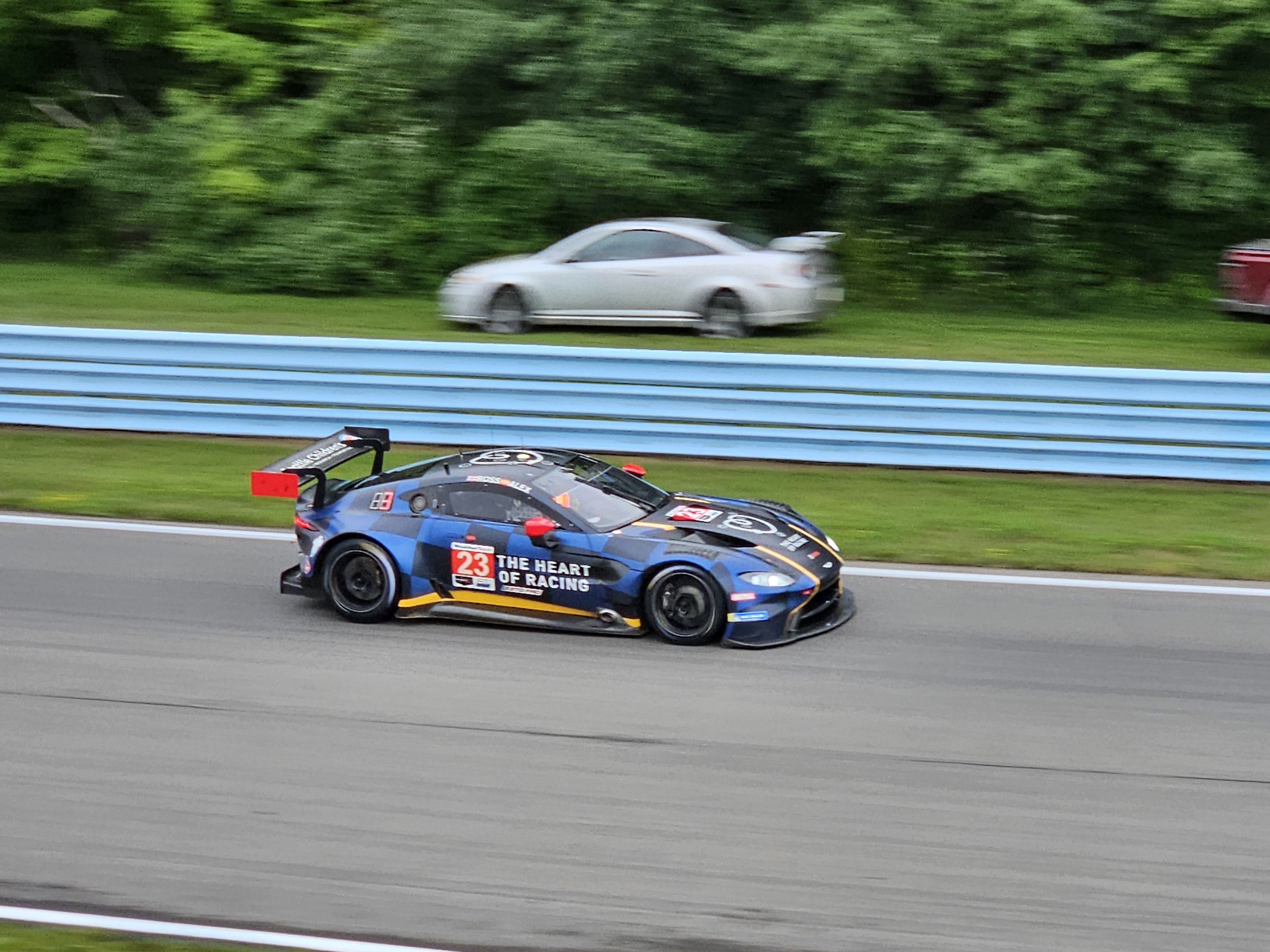
خودرو استون مارتین ونتیج در کلاس جی‌تی‌دی پرو در مسابقه شش ساعت گلن

این کلاس از مشخصات و قوانین خودروهای جی تی ۳ فیا استفاده می‌کند و تقریباً محدودیتی در تغییر خودرو ندارد، این کلاس از سال ۲۰۲۲ جایگزین کلاس جی تی لمانز شده است.

#### جی تی دیتونا (جی تی دی)

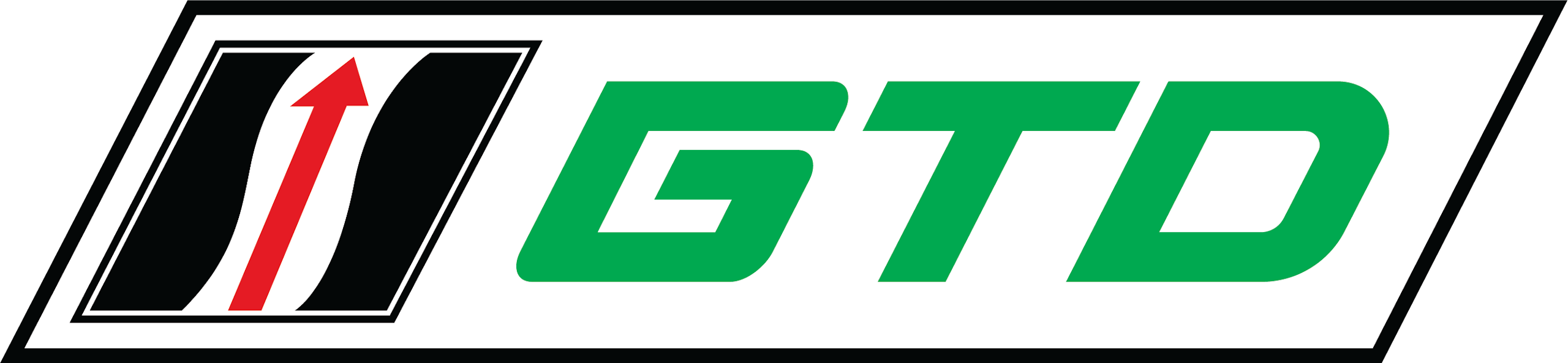
لوگو کلاس جی تی دیتونا

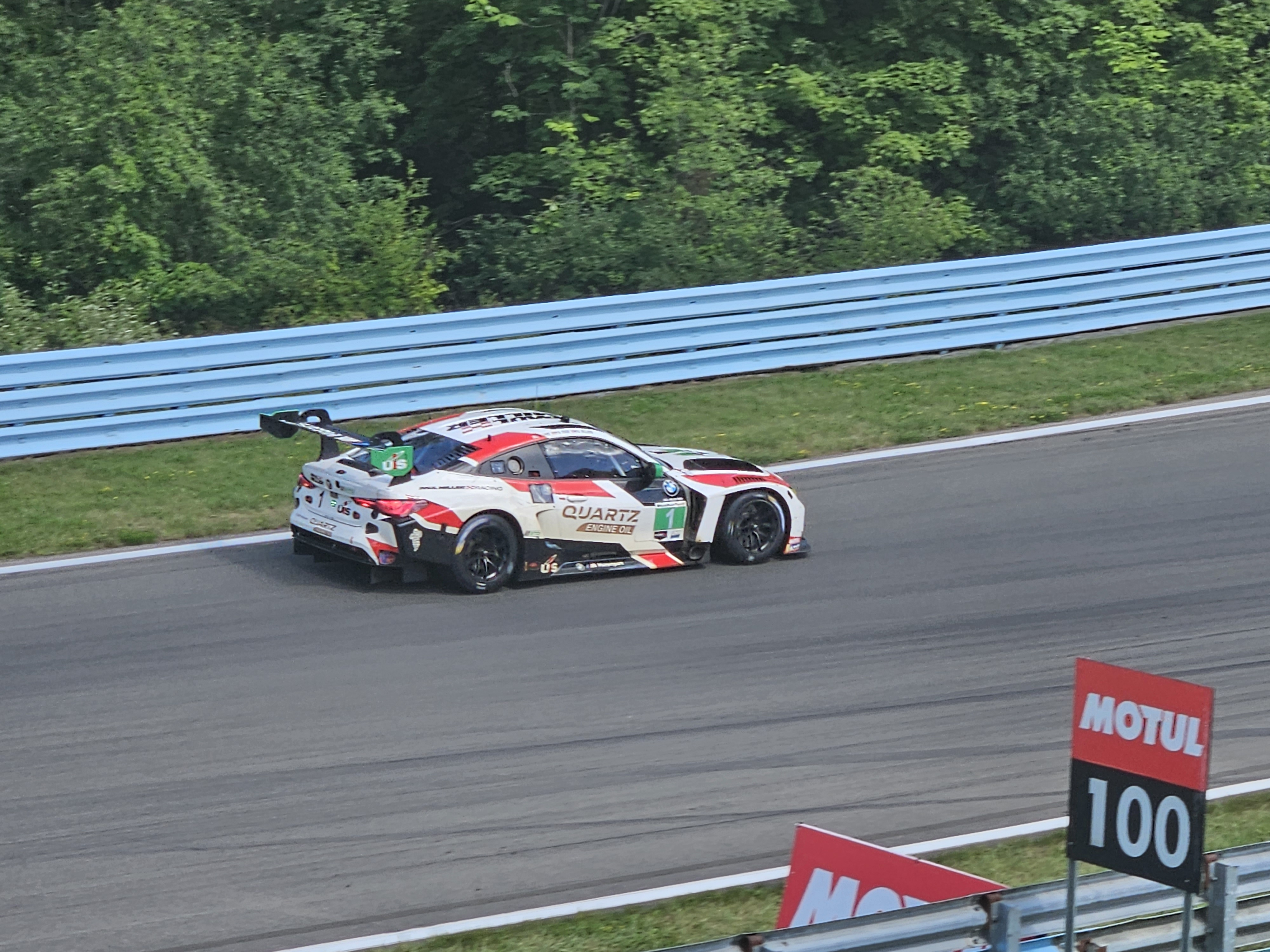
خودرو بی‌ام‌و ام۴، کلاس جی‌تی‌دی در مسابقه شش ساعت گلن

این کلاس نیز از خودروهای مشابه کلاس جی تی ۳ فیا استفاده می‌کند که در سال ۲۰۱۶ معرفی شده است.

در این کلاس تیم‌ها محدودیت استفاده از رانندگان را دارند و باید یک راننده نقره‌ای یا برونز برای تیم خود استفاده کنند و استفاده بیشتر از یک راننده پلاتین در تیم ممنوع است.

## کلاس بندی سابق مسابقات
در گذشته این مسابقات پنج کلاس مختلف در سری مسابقات مورد استفاده قرار می‌گرفت که چهار کلاس آن نمونه‌های اولیه خودروهای ورزشی و یک کلاس گرند تور بود.

### کلاس‌های اسپورت پروتوتایپ

#### کلاس دیتونا اینترنشنال پروتوتایپ (دی پی آی(DPi))

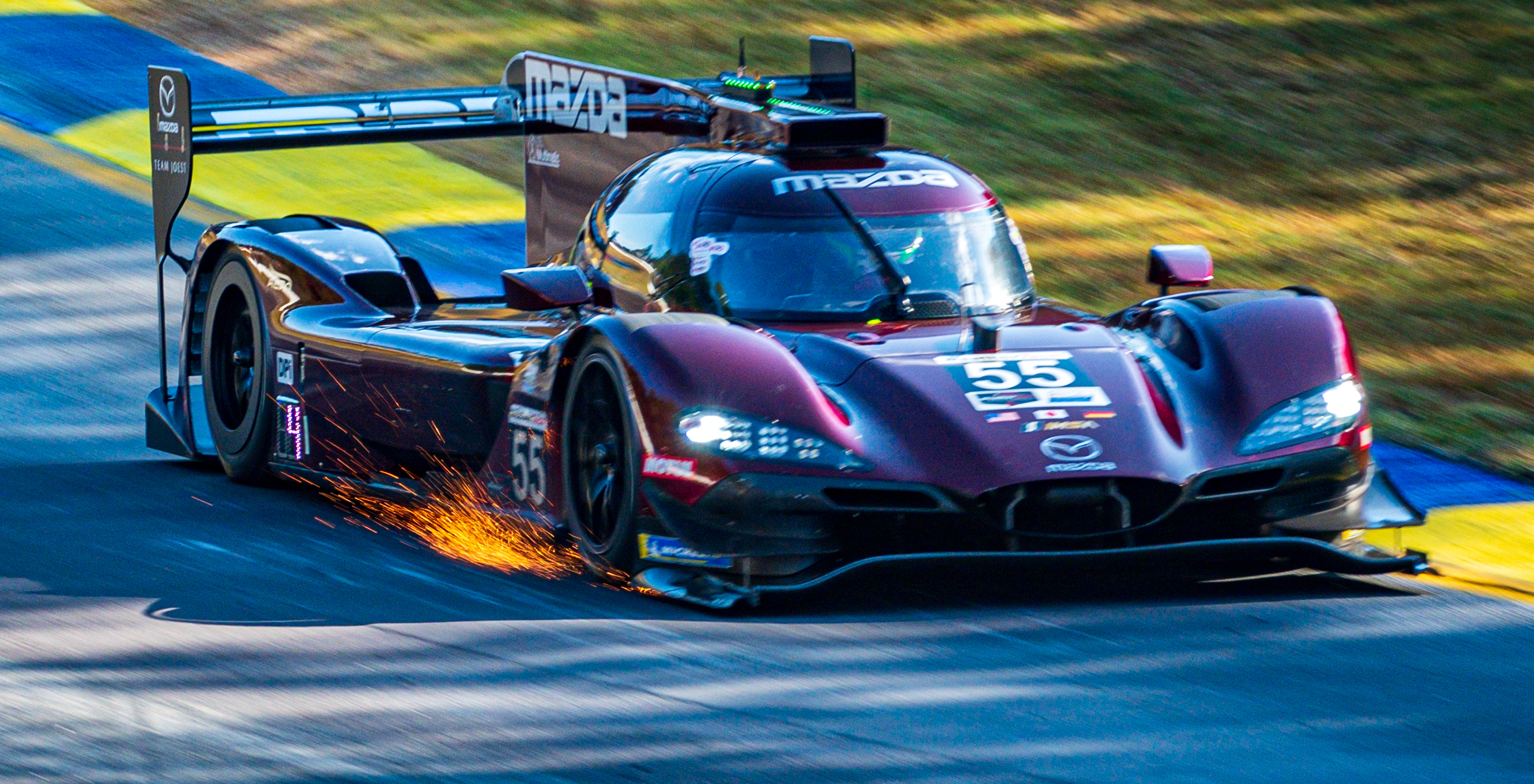
خودرو مزدا آر تی ۲۴ پی، کلاس دی پی آی در مسابقه پتیت لمانز.

کلاس پرچمدار سابق مسابقات ایمسا که در سال‌های ۲۰۱۹ تا ۲۰۲۲ مورد استفاده قرار می‌گرفت نمونه پیشرفته خودروهای کلاس لمانز پروتوتایپ ۲ بود که در سال ۲۰۱۷ توسط سازمان برگزاری مسابقات جهانی معرفی شده بود که بر اساس قوانین کلاس دی پی آی یا دیتونا اینترنشنال پروتوتایپ تغییر یافته بود.

#### کلاس پروتوتایپ پی

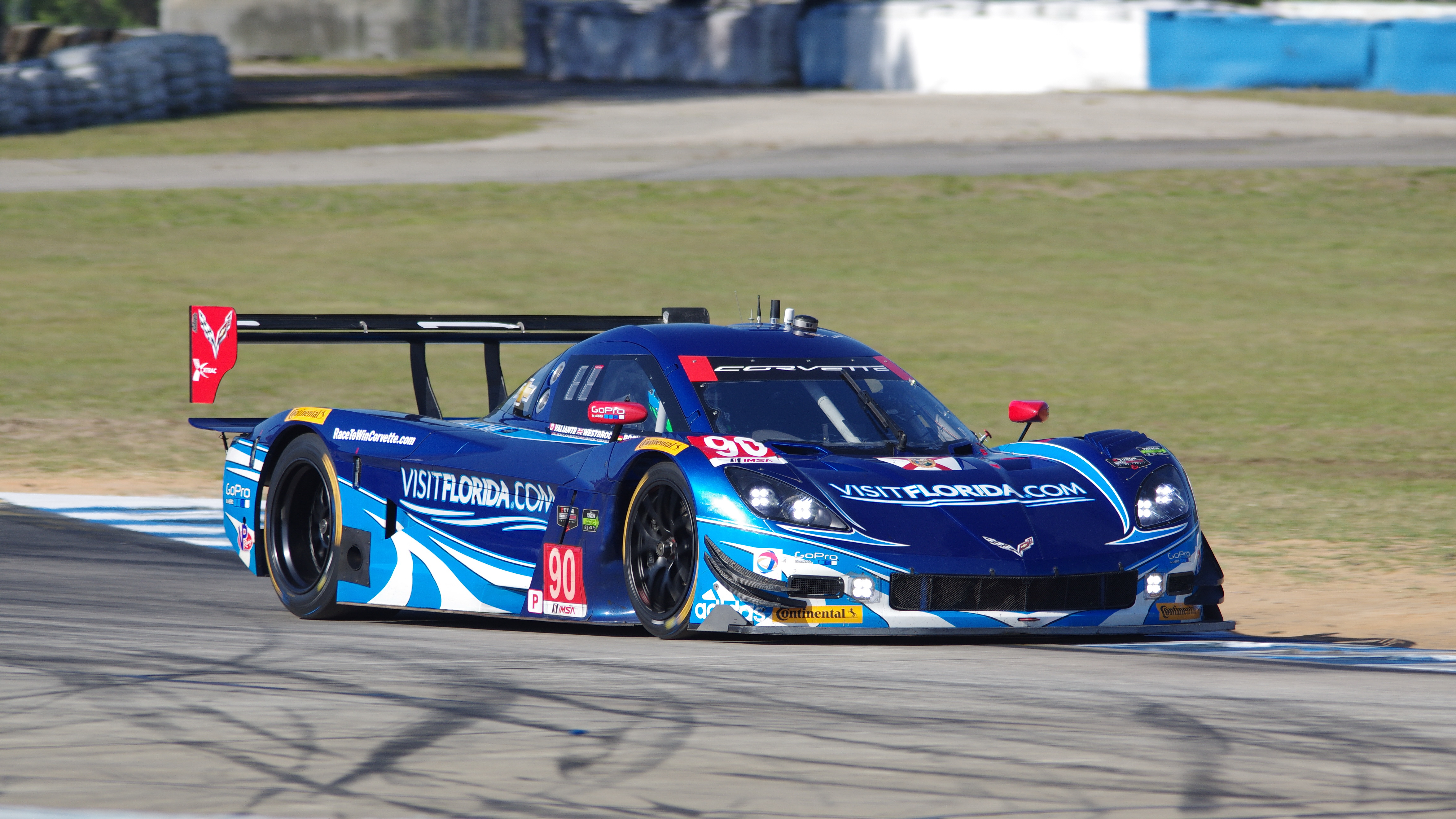
خودرو کوروت دی پی در مسابقه ۱۲ ساعته سیبرینگ

کلاس پرچمدار سابق مسابقات که با نام پروتوتایپ پی (Prototype (P))
شناخته می‌شد در بین سال‌های ۲۰۱۴ تا ۲۰۱۸ در این مسابقات حضور فعال داشت و در سال ۲۰۱۹ به دو کلاس مختلف تقسیم شد.
این خودروها نمونه‌های اولیه مسابقات سابق لمانز آمریکایی و گرند آماتور رولکس بودند.

#### کلاس پروتوتایپ چلنج (پی سی(PC))

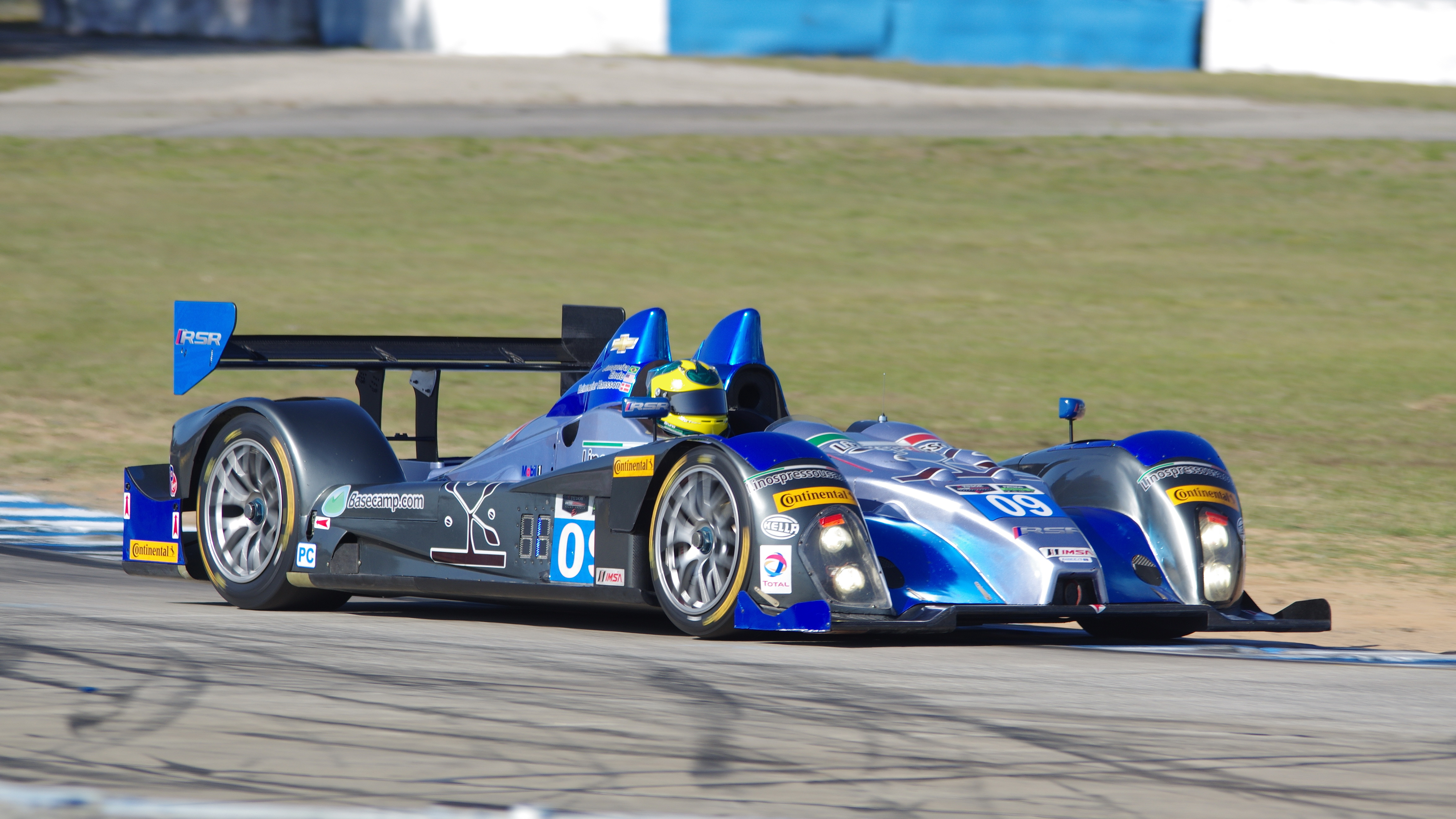
خودرو اورکا اف ال ام ۰۹ در کلاس پروتوتایپ چلنج در مسابقه ۱۲ ساعته سیبرینگ

کلاس «پروتوتایپ چلنج» یک کلاس تک قطبی بود که تمامی تیم‌ها از یک شاسی و موتور یکسان استفاده می‌کردند دقیقاً مشابه کلاس لمانز پروتوتایپ ۱ که سابق در مسابقات استقامتی جهان حضور داشت.
این خودروها از مشخصات اولیه موتور ۶٫۲ لیتری وی ۸ کوروت
که هرکدام حدود ۴۳۰ اسب بخار قدرت تولید می‌کردند.
این کلاس در سال ۲۰۱۴–۲۰۱۷ در این مسابقات فعالیت داشت.

#### کلاس لمانز پروتوتایپ ۳ (ال ام پی۳ (LMP3))

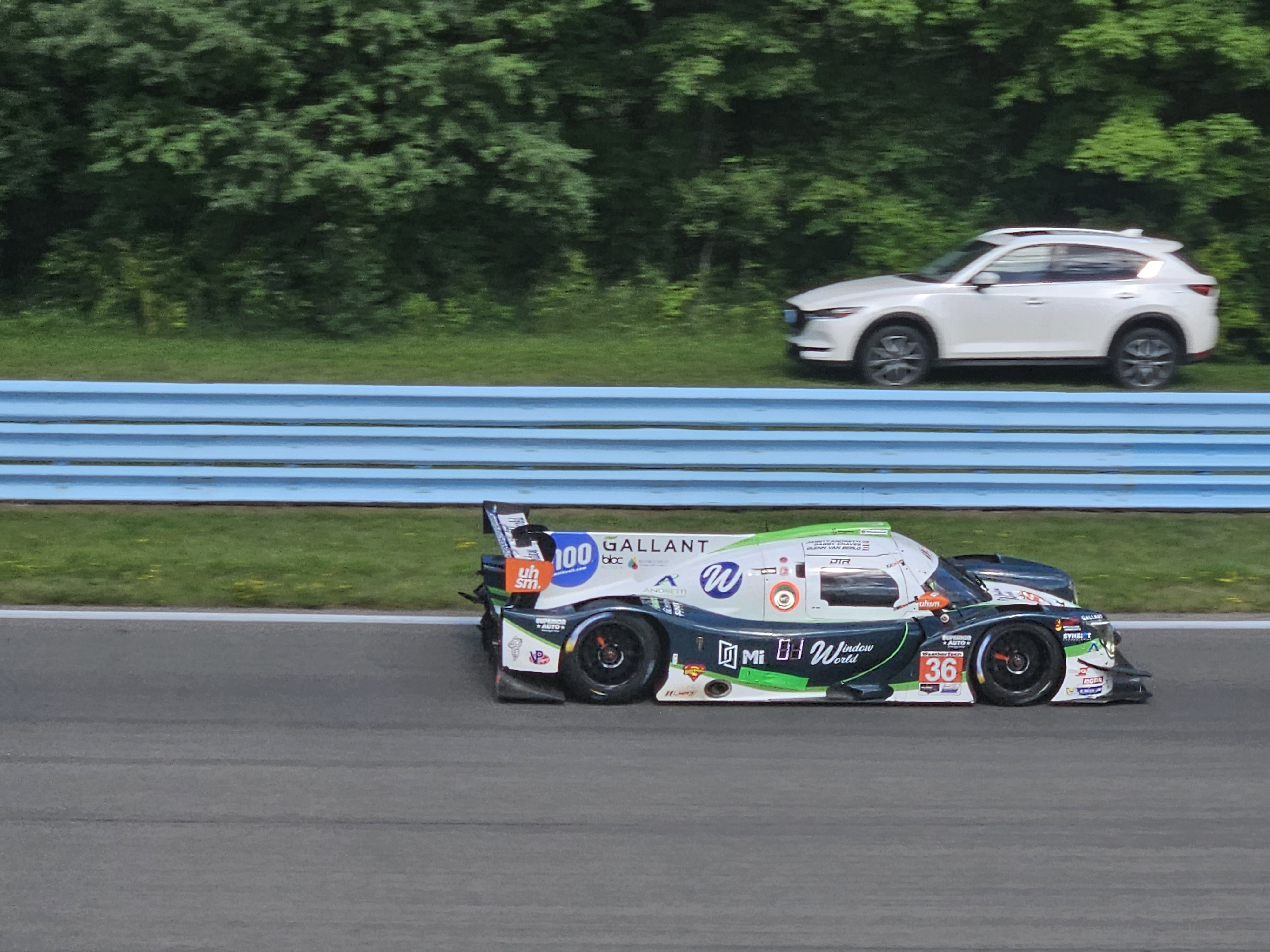
یک خودروی کلاس لمانز پروتوتایپ ۳ در مسابقه ۶ ساعته واتکینز گلن

کلاس لمانز پروتوتایپ ۳ در سال ۲۰۲۱ به درخواست اسپانسر رسمی مسابقات ایمسا وارد این مسابقات شد، این کلاس نیز مشابه کلاس پروتوتایپ چلنج از موتور و شاسی یکسان برخوردار بودند.
این کلاس خیلی زود و در سال ۲۰۲۳ از مسابقات کنار گذاشته شد.
خودروهای کلاس لمانز پروتوتایپ ۳ از حداقل وزن ۹۵۰ کیلوگرمی، مخزن تانک بنزین ۱۰۰ لیتری و موتور VK56 نیسان استفاده می‌کرد.

### کلاس‌های گرند تورینگ

#### جی تی لمانز (GTLM)

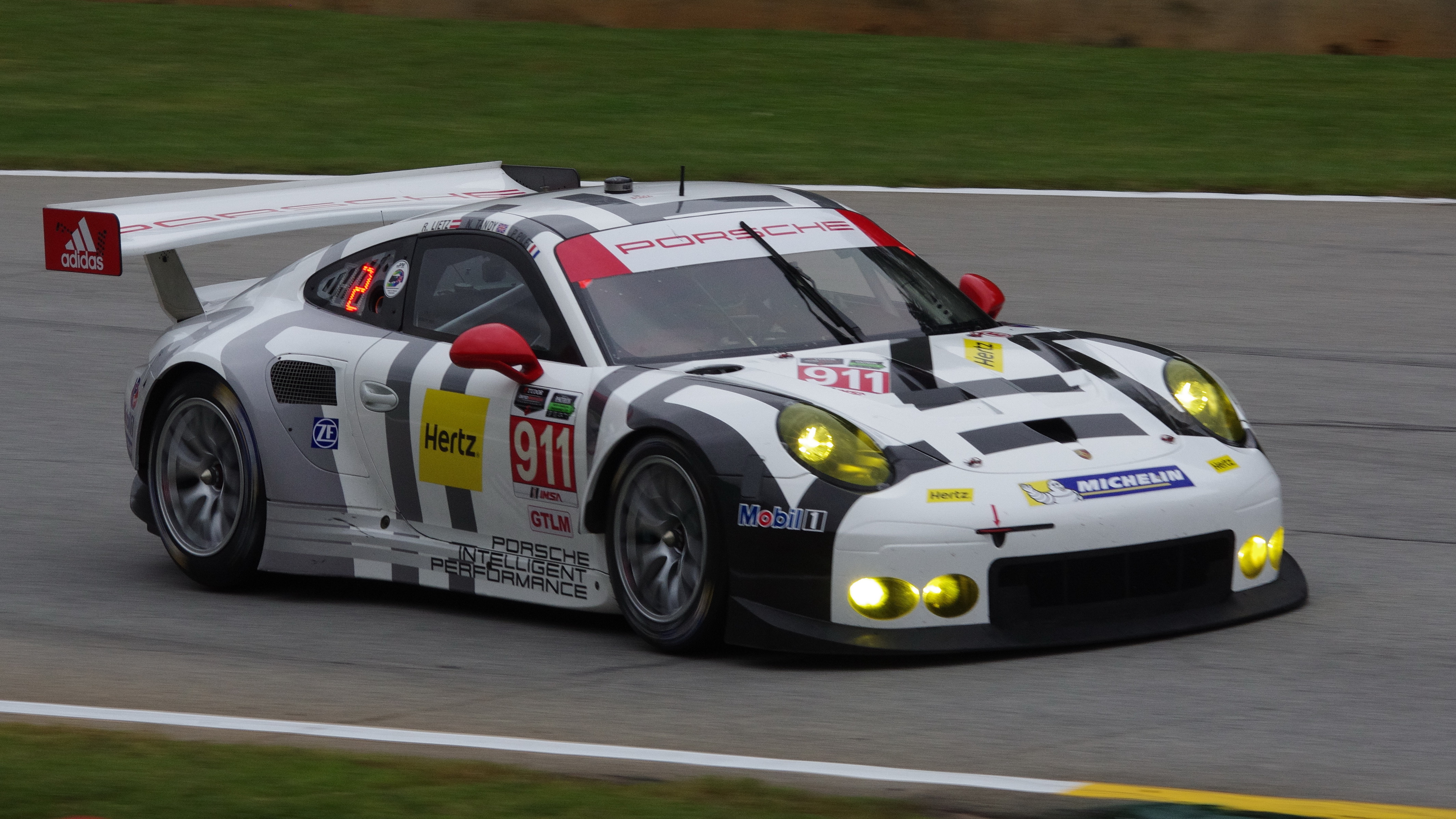
خودرو پورشه ۹۱۱ آر اس آر در مسابقه پتیت لمانز

این خودرو نسل جدید خودروهایی بود که در مسابقات لمانز آسیایی شرکت می‌کردند.
کلاس جی تی لمانز ما بین ۲۰۱۴ تا ۲۰۲۱ در این مسابقات حضور داشتند.

#### کلاس جی‌اکس (GX)
مسابقه ۲۰۱۳ اولین و تنها سال برای کلاس جی‌اکس بود. شش خودرو در این کلاس مسابقه را شروع کردند.

این کلاس شامل خودروهای مسابقه ای پورشه کیمن اس و مزدا ۶ تولیدی بود.
مزدا اولین خودروی مسابقه‌ای دیزلی خود را در این مسابقه معرفی می‌کرد همچنین اولین باری بود که یک خودروی مسابقه‌ای با سوخت دیزلی در دیتونا ۲۴ ساعت شرکت می‌کرد.
در طول مسابقه، کیمن‌ها پیشتاز بودند، در حالی که هر سه مزدا خیلی زود دچار خرابی موتور شدند و از مسابقه کنار رفتند با ۹ دور برتری، ناپلتون پورشه کیمن شماره ۱۶، که توسط دیوید دانوهیو رانندگی می‌شد، برنده کلاس جی‌اکس شد.

## لیست پیست‌های مسابقات
| اسم پیست                         | سال برگزاری             | نقشه پیست |
| -------------------------------- | ----------------------- | --------- |
| پیست موتوراسپورت کانادا تیر پارک | ۲۰۱۴–۲۰۱۹، ۲۰۲۲-هم‌اکنون |           |
| پیست شارلوت                      | ۲۰۲۰                    |           |
| پیست آمریکا                      | ۲۰۱۴–۲۰۱۷               | Austin    |
| پیست دیتونا                      | ۲۰۱۴- هم‌اکنون           |           |
| پیست خیابانی دیترویت             | ۲۰۲۴- هم‌اکنون           |           |
| پیست ایندیاناپلیس                | ۲۰۱۴, ۲۰۲۳- هم‌اکنون     |           |
| پیست کانزاس                      | ۲۰۱۴                    |           |
| پیست لایم راک پارک               | ۲۰۱۵–۲۰۱۹ ۲۰۲۱–۲۰۲۳     |           |
| پیست خیابانی لانک بیچ            | ۲۰۱۴–۲۰۱۹ ۲۰۲۱-هم‌اکنون  |           |
| رود آتلانتا                      | ۲۰۱۴-هم‌اکنون            |           |
| مید اوهایو                       | ۲۰۱۸–۲۰۲۲               |           |
| رود آمریکا                       | ۲۰۱۴-هم‌اکنون            |           |
| پیست بین‌المللی سیبرینگ           | ۲۰۱۴-هم‌اکنون            |           |
| پیست بین‌المللی ویرجینیا          | ۲۰۱۴-هم‌اکنون            |           |
| پیست بین‌المللی واتکینز گلن       | ۲۰۱۴–۲۰۱۹، ۲۰۲۱-هم‌اکنون |           |
| لاگونا سکا                       | ۲۰۱۴-هم‌اکنون            |           |

## قهرمان مسابقات

### مسابقات ایمسا

#### رانندگان
| فصل  | پروتوتایپ                      | پروتوتایپ                      | پروتوتایپ چلنج               | جی تی لمانز                               | جی تی دیتونا                   |
| ---- | ------------------------------ | ------------------------------ | ---------------------------- | ----------------------------------------- | ------------------------------ |
| ۲۰۱۴ | ژائو باربوسا کریستین فیتیپالدی | ژائو باربوسا کریستین فیتیپالدی | جاناتان بنت کالین جیمز براون | کونو ویتمر                                | دین ریچارد کامرون              |
| ۲۰۱۵ | ژائو باربوسا کریستین فیتیپالدی | ژائو باربوسا کریستین فیتیپالدی | جاناتان بنت کالین جیمز براون | پاتریک پیلت                               | تاونسند لورنز بل بیل سویدلر    |
| ۲۰۱۶ | دین کامرون اریک کوران          | دین کامرون اریک کوران          | الکس پوپو رنگر فن در زند     | اولیور گاوین تامی میلنر                   | آلساندرو بالزان کریستینا نیلسن |
| ۲۰۱۷ | جردن تیلور ریکی تیلور          | جردن تیلور ریکی تیلور          | جیمز فرنچ پاتریسیو او وارد   | آنتونیو گارسیا یان مگنوسن                 | آلساندرو بالزان کریستینا نیلسن |
| فصل  | پروتوتایپ                      | پروتوتایپ                      | —                            | جی تی لمانز                               | جی تی دیتونا                   |
| ۲۰۱۸ | اریک کوران فلیپه نصر           | اریک کوران فلیپه نصر           | —                            | آنتونیو گارسیا یان مگنوسن                 | برایان سلرز مدیسون اسنو        |
| فصل  | دیتونا اینترنشنال پروتوتایپ    | لمانز پروتوتایپ ۲              | —                            | جی تی لمانز                               | جی تی دیتونا                   |
| ۲۰۱۹ | دین کامرون خوان پابلو مونتویا  | مت مک‌کوری                      | —                            | ارل بمبر لورن وانتور                      | ماریو فارنباخر ترنت هیندمن     |
| ۲۰۲۰ | هلیو کاسترونوز ریکی تیلور      | Patrick Kelly                  | —                            | آنتونیو گارسیا جردن تیلور (راننده مسابقه) | ماریو فارنباخر مت مک‌کوری       |
| فصل  | دیتونا اینترنشنال پروتوتایپ    | لمانز پروتوتایپ ۲              | لمانز پروتوتایپ ۳            | جی تی لمانز                               | جی تی دیتونا                   |
| ۲۰۲۱ | پیپو درانی فلیپه نصر           | میکل جنسن بن کیتینگ            | گار رابینسون                 | آنتونیو گارسیا جردن تیلور (راننده)        | زاخاری روبیشون لورن وانتور     |
| فصل  | دیتونا اینترنشنال پروتوتایپ    | لمانز پروتوتایپ ۲              | لمانز پروتوتایپ ۳            | جی تی دیتونا پرو                          | جی تی دیتونا                   |
| ۲۰۲۲ | تام بلومکوئیست اولیور جارویس   | جان فارانو                     | جان بنت کالین براون          | مت کمبل متیو جامینت                       | رومن تی آنجلیس                 |
| فصل  | گرند تورینگ پروتوتایپ          | لمانز پروتوتایپ ۲              | لمانز پروتوتایپ ۳            | جی تی دیتونا پرو                          | جی تی دیتونا                   |
| ۲۰۲۳ | پیپو درانی الکساندر سیمس       | پاول چتین بن کیتینگ            | گار رابینسون                 | بن بارنیکوات جک هاکسورث                   | برایان سلرز مدیسون اسنو        |

#### تیم‌ها
- ستاره کنار اسم، شماره ماشین در مسابقات است.

| فصل  | پروتوتایپ                                | پروتوتایپ                 | پروتوتایپ چلنج                 | جی تی لمانز                            | جی تی دیتونا                             |
| ---- | ---------------------------------------- | ------------------------- | ------------------------------ | -------------------------------------- | ---------------------------------------- |
| ۲۰۱۴ | #۵ اکشن اکسپرس ریسینگ                    | #۵ اکشن اکسپرس ریسینگ     | #۵۴ کور اتواسپورت              | #۹۳ اس ار تی موتوراسپورت               | #۹۴ ترنر موتوراسپورت                     |
| ۲۰۱۵ | #5 اکشن اکسپرس ریسینگ                    | #5 اکشن اکسپرس ریسینگ     | #۵۴ کور اتواسپورت              | #۹۱۱ کور اتواسپورت (تیم آمریکای شمالی) | #۶۳ اسکودریا کورسا                       |
| ۲۰۱۶ | #31 اکشن اکسپرس ریسینگ                   | #31 اکشن اکسپرس ریسینگ    | #۸ استار ورکس موتوراسپورت      | #۴ کوروت ریسینگ                        | #۶۳ اسکودریا کورسا                       |
| ۲۰۱۷ | #10 وین تیلور ریسینگ                     | #10 وین تیلور ریسینگ      | #۳۸ پرفورمنس تک موتوراسپورت    | #۳ کوروت ریسینگ                        | #۶۳ اسکودریا کورسا                       |
| فصل  | پروتوتایپ                                | پروتوتایپ                 | —                              | جی تی لمانز                            | جی تی دیتونا                             |
| ۲۰۱۸ | #۳۱ اکشن اکسپرس ریسینگ                   | #۳۱ اکشن اکسپرس ریسینگ    | —                              | #۳ کوروت ریسینگ                        | #۴۸ پال میلر ریسینگ                      |
| فصل  | دیتونا اینترنشنال پروتوتایپ              | لمانز پروتوتایپ ۲         | —                              | جی تی لمانز                            | جی تی دیتونا                             |
| ۲۰۱۹ | #۶ آکورا تیم پنسکی                       | #۵۲ ماتیاسن موتوراسپورت   | —                              | #۹۱۲ پورشه جی تی تیم                   | #۸۶ میر شانک ریسینگ with کرب موتوراسپورت |
| ۲۰۲۰ | #۷ آکورا تیم پنسکی                       | #۵۲ ماتیاسن موتوراسپورت   | —                              | #۳ کوروت ریسینگ                        | #۸۶ میر شانک ریسینگ with کرب موتوراسپورت |
| فصل  | دیتونا اینترنشنال پروتوتایپ              | لمانز پروتوتایپ ۲         | لمانز پروتوتایپ ۳              | جی تی لمانز                            | جی تی دیتونا                             |
| ۲۰۲۱ | #۳۱ اکشن اکسپرس ریسینگ                   | #۵۲ ماتیاسن موتوراسپورت   | #۷۴ رایلی تکنولوژی موتوراسپورت | #۳ کوروت ریسینگ                        | #۹ فاف موتوراسپورت                       |
| فصل  | دیتونا اینترنشنال پروتوتایپ              | لمانز پروتوتایپ ۲         | لمانز پروتوتایپ ۳              | جی تی دیتونا پرو                       | جی تی دیتونا                             |
| ۲۰۲۲ | #۶۰ میر شانک ریسینگ with کرب موتوراسپورت | #۸ استار ورکس موتوراسپورت | #۵۴ کور اتواسپورت              | #۹ فاف موتوراسپورت                     | #۲۷ هارت آف ریسینگ                       |
| فصل  | گرند تورینگ پروتوتایپ                    | لمانز پروتوتایپ ۲         | لمانز پروتوتایپ ۳              | جی تی دیتونا پرو                       | جی تی دیتونا                             |
| ۲۰۲۳ | #۳۱ اکشن اکسپرس ریسینگ                   | #۵۲ ماتیاسن موتوراسپورت   | #۷۴ رایلی تکنولوژی موتوراسپورت | #۱۴ واسر سالیوان ریسینگ                | #۱ پال میلر ریسینگ                       |

#### سازندگان
| فصل  | پروتوتایپ                   | جی تی لمانز      | جی تی دیتونا |
| ---- | --------------------------- | ---------------- | ------------ |
| ۲۰۱۴ | کوروت                       | پورشه            | پورشه        |
| ۲۰۱۵ | کوروت                       | پورشه            | فراری        |
| ۲۰۱۶ | شورولت                      | شورولت           | آئودی        |
| ۲۰۱۷ | کادیلاک                     | شورولت           | فراری        |
| ۲۰۱۸ | کادیلاک                     | فورد             | لامبورگینی   |
| فصل  | دیتونا اینترنشنال پروتوتایپ | جی تی لمانز      | جی تی دیتونا |
| ۲۰۱۹ | آکورا                       | پورشه            | لامبورگینی   |
| ۲۰۲۰ | آکورا                       | شورولت           | آکورا        |
| ۲۰۲۱ | کادیلاک                     | شورولت           | پورشه        |
| فصل  | دیتونا اینترنشنال پروتوتایپ | جی تی دیتونا پرو | جی تی دیتونا |
| ۲۰۲۲ | آکورا                       | پورشه            | بی ام دبلیو  |
| فصل  | گرند تورینگ پروتوتایپ       | جی تی دیتونا پرو | جی تی دیتونا |
| ۲۰۲۳ | کادیلاک                     | لکسوس            | بی ام دبلیو  |

### قهرمان مسابقات کوتاه یا اسپرینت

#### رانندگان
| فصل  | جی تی دیتونا (جی تی دی)                |
| ---- | -------------------------------------- |
| ۲۰۱۹ | زاخاری روبیشون                         |
| ۲۰۲۰ | آرون تلیتز جک هاوکسورث                 |
| ۲۰۲۱ | رومن دی آنجلیس راس گان (راننده مسابقه) |
| ۲۰۲۲ | برایان سلرز مدیسون اسنو                |
| ۲۰۲۳ | برایان سلرز مدیسون اسنو                |

#### تیم‌ها
| فصل  | جی تی دیتونا                             |
| ---- | ---------------------------------------- |
| ۲۰۱۹ | #۸۶ میر شانک ریسینگ with کرب موتوراسپورت |
| ۲۰۲۰ | #۱۴ واسر سالیوان ریسینگ                  |
| ۲۰۲۱ | #۲۳ هارت آف ریسینگ                       |
| ۲۰۲۲ | #۱ پال میلر ریسینگ                       |
| ۲۰۲۳ | #۱ پال میلر ریسینگ                       |

#### سازندگان
| فصل  | جی تی دیتونا (جی تی دی) |
| ---- | ----------------------- |
| ۲۰۱۹ | پورشه                   |
| ۲۰۲۰ | لکسوس                   |
| ۲۰۲۱ | لامبورگینی              |
| ۲۰۲۲ | بی ام دبلیو             |
| ۲۰۲۳ | بی ام دبلیو             |

قهرمان سازندگان مسابقات اسپرینت (در مسابقات ایمسا دو نوع مسابقه برگزار می‌شود. مسابقات استقامتی که بین شش تا ۲۴ ساعت است و مسابقه اسپرینت بین یک ساعت و چهل دقیقه تا دو ساعت چهل دقیقه است)
معمولاً در مسابقات اسپرینت تنها دو کلاس حضور دارند (یه دلیل کوتاه بودن مسیر پیست و مسابقه) این جایزه از فصل ۲۰۱۹ به تیم و رانندگان داده می‌شود.

#### تایرها
| فصل  | جی تی لمانز |
| ---- | ----------- |
| ۲۰۱۴ | میشلین      |
| ۲۰۱۵ | میشلین      |